# Motorola MicroTAC
Motorola MicroTAC — сотовый телефон компании Motorola, представленный в 1989 году. Первый телефон форм-фактора «флип».

## Описание
Был представлен компанией Motorola в 1989 году (25 апреля) и быстро стал полезен в качестве персонального устройства связи, а также стал международным символом статуса.
Первый сотовый телефон в форм-факторе «флип» (в русском обиходе — «раскладушка»). Популяризировал идею карманного устройства, хотя и был, по меркам 2013 года, довольно большим и тяжёлым: почти 20 см в длину и 350 граммов веса. Запомнился тем, что в нём впервые появились встроенные калькулятор, конвертер валют, телефонная книга и громкая связь.